# Germán Lanaro
Germán Andrés Lanaro Contreras (Villa Regina, 21 de março de 1986) é um futebolista argentino-chileno que atua como zagueiro. Defende atualmente o Universidad Católica.

## Carreira
Formado na base do Huracán, Lanaro jogou por vários clubes da Argentina e também o Palestino e Universidad Católica, da Chile.

### Universidad Católica
No início de 2015, ele foi apresentado como um novo reforço da Universidad Católica e foi campeão do Campeonato Chileno de 2016 Clausura, mais tarde, celebrou a Supercopa de Chile 2016, e foi coroado bicampeão do futebol chileno ao vencer o Campeonato Chileno Apertura 2016, o primeiro bicampeonato na história do clube.
Após a volta dos longos torneios, Universidad Católica foi campeão da Campeonato Chileno de Futebol de 2018 e da Supercopa de Chile 2019, o segundo título do clube naquele torneio. No final daquela temporada 2019 voltou a festejar bicampeonato ao ganhar da Campeonato Chileno de Futebol de 2019. Em 10 de fevereiro de 2021, pela penúltima data, Universidad Católica conquistou da Campeonato Chileno de Futebol de 2020 e posteriormente, em março de 2021, foi  campeão da Supercopa de Chile 2020 com uma vitória por 4 a 2 sobre o Colo Colo.
No final de 2021, Universidad Católica foi campeão da Supercopa de Chile 2021 em pênaltis, e mais tarde instituição também foi coroada tetracampeã do torneio nacional, após vencer as edições 2018, 2019, 2020 e 2021.

## Títulos
Club Atlético Nueva Chicago
- Primera B Metropolitana: 2013-14

Universidad Católica
- Campeonato Chileno: 2016-C, 2016-A, 2018, 2019, 2020, 2021
- Supercopa de Chile: 2016, 2019, 2020, 2021

### Prêmios individuais
- Melhor defesa da Campeonato Chileno: 2014-15
- Equipe ideal da Campeonato Chileno (El Gráfico Chile): 2015
- Melhor defesa da Campeonato Chileno: 2018
- Equipe ideal da Campeonato Chileno (El Gráfico Chile): 2018